# 프랑스의 루이 (1729년)
프랑스의 루이(프랑스어: Louis de France, 1729년 9월 4일 ~ 1765년 12월 20일)는 프랑스의 황태자이다. 루이 15세와 그의 왕비인 폴란드의 마리 레슈친스카의 장남이다.
후일 프랑스의 국왕을 역임하는 루이 16세, 루이 18세, 샤를 10세 형제의 아버지였다. 부왕의 애첩 퐁파두르 백작 부인과 갈등하였으며, 반(反)오스트리아적인 정치관을 갖고 있기도 했다.

## 생애

### 출생과 유년기

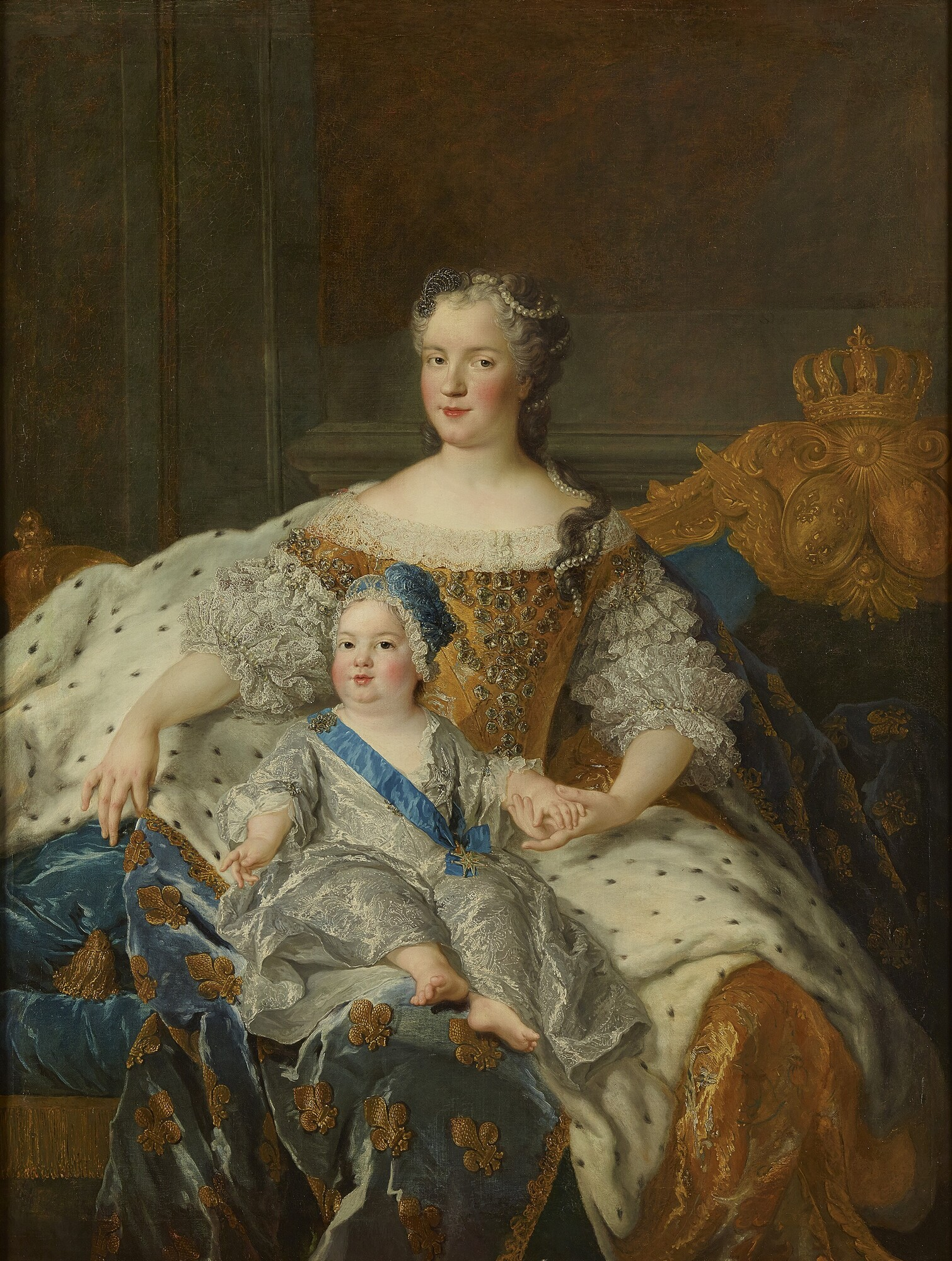
마리 레슈친스카와
루이 페르디낭(1730년)

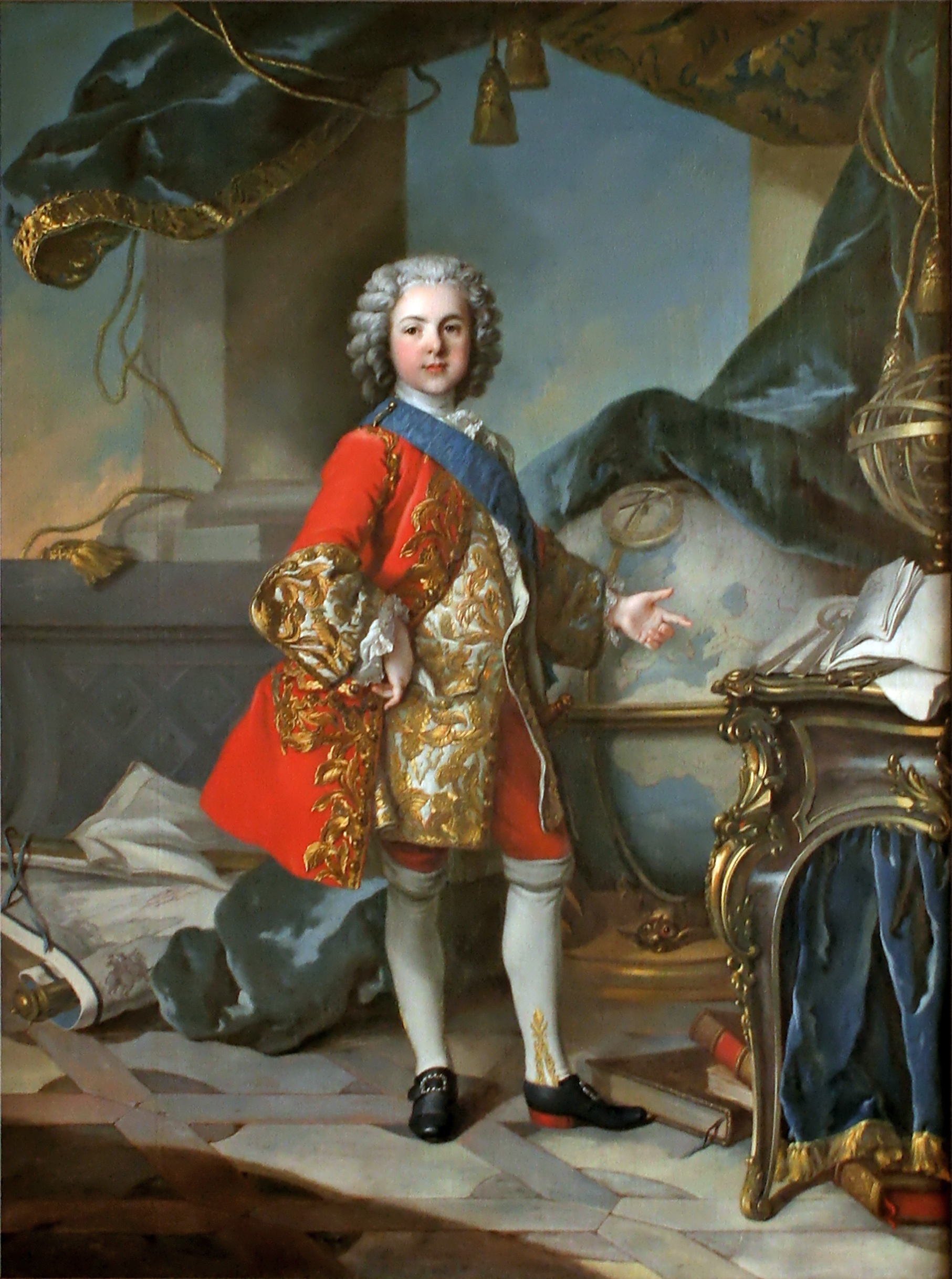
유년 시절

1729년 베르사유 궁전에서 태어났다. 아버지 루이 15세는 오래 기다리다가 얻은 아들이라 남달리 기대가 컸다.
루이 페르디낭이 태어날 당시 프랑스 왕실에서 왕위 계승권을 가진 루이 14세의 후손은 스페인 합스부르크 왕가의 대가 끊긴 뒤 조모인 오스트리아의 마리 테레즈를 통해 스페인의 왕이 된 펠리페 5세와 그의 자손을 제외하면 오직 루이 15세 한 명에 불과했고, 따라서 후계자의 탄생이 몹시 시급한 상황이었다. 폐위된 폴란드 왕의 딸이라는 신분에도 불구하고 단지 결혼 당시 즉시 임신할 수 있는 가임기의 여성이라는 이유만으로 프랑스의 왕비가 된 마리 레슈친스카는 10명의 자녀를 출산했으나 대부분 살리카 법을 따르는 프랑스 왕실로서는 중요도가 떨어지는 공주들이었고, 그나마 태어난 두 명의 아들 중 차남인 앙주 공작 필리프(Philippe, duc d'Anjou)가이 요절하면서 루이 페르디낭만이 유일한 프랑스의 왕위 계승자가 되었다.
그런 이유로 그의 건강 상태와 후사 문제는 위아래를 불문하고 궁정 내에서 항상 초미의 관심사였다. 이러한 과잉보호적인 환경에서 자라난 루이 페르디낭은 자부심 강하고 다소 제멋대로의 성격을 갖게 되었으나, 어머니로부터 물려받은 독실한 신앙심과 인내심, 타고난 차분한 학자 기질로 이러한 결점을 보완하였다.

### 두 번의 결혼과 사망

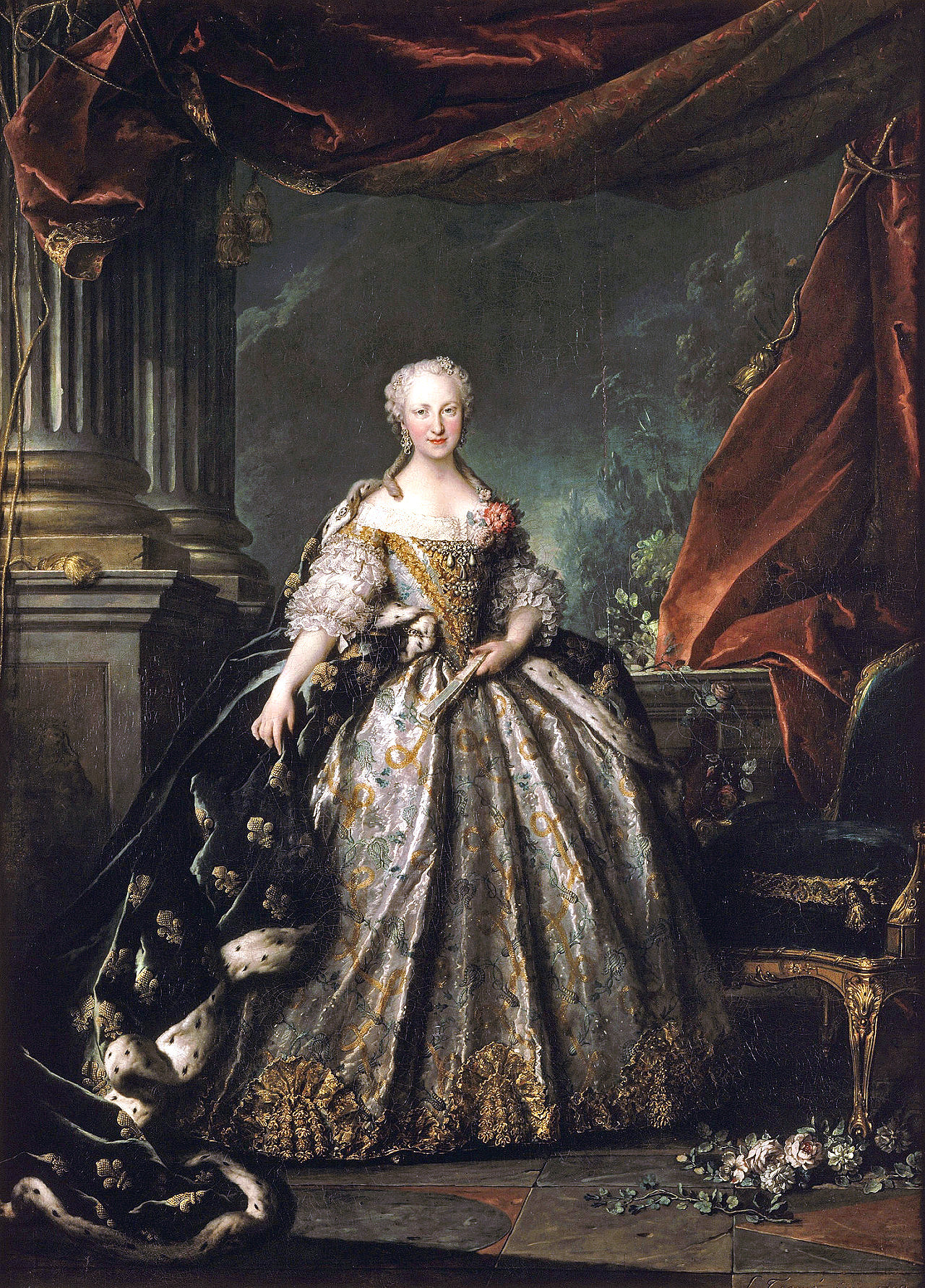
첫 번째 부인 스페인의 마리아 테레사 라파엘라

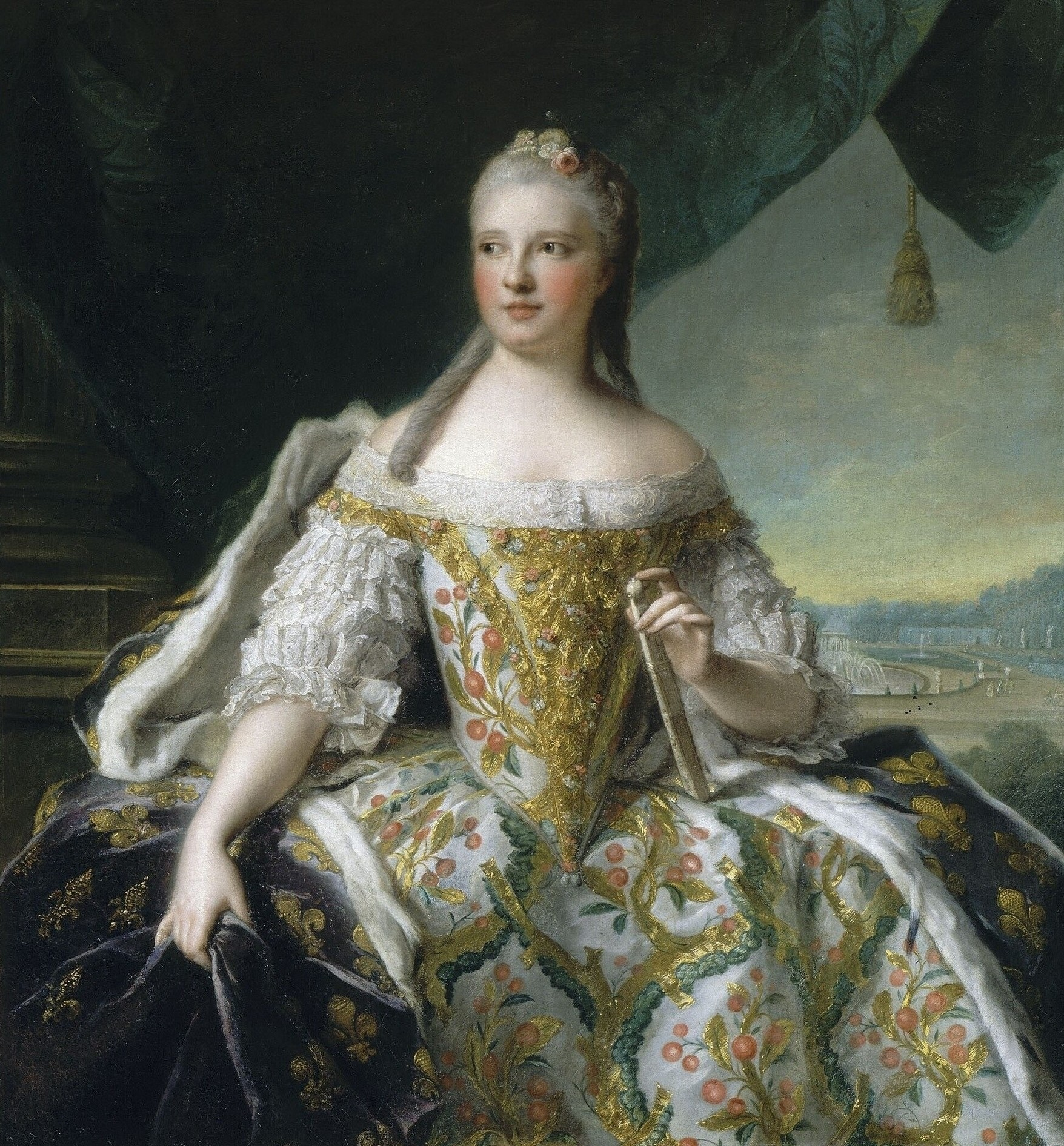
두 번째 부인 작센 공녀 마리아 요제파

1745년 펠리페 5세의 딸이자 종고모인 마리아 테레사 라파엘라와 결혼하였다. 부부 금슬은 몹시 좋았으나 장녀 마리 테레즈를 낳은 뒤 며칠 만에 아내가 사망하면서 루이 페르디낭은 큰 상심에 빠졌다. 그러나 죽은 왕태자비를 추모하는 일보다는 후계자를 낳을 새 왕태자비를 찾는 것이 더 시급하다고 판단한 왕실은 1747년 루이 페르디낭과 폴란드의 왕이자 작센의 선제후인 아우구스트 2세의 딸인 16세의 작센 공녀 마리아 요제파(Maria Josepha von Sachsen)를 결혼시켰다. 아우구스트 2세에 의해 폐위된 폴란드 왕의 딸이었던 마리 레슈친스카는 원수의 딸을 며느리로 맞아들여야 하는 상황에 경악하여 이 결혼을 끝까지 말리고자 하였으나 받아들여지지는 않았다. 새 신부와 함께 신방에 들어서면서 눈물을 흘려 귀족들을 경악시켰을 만큼 여전히 첫 아내를 잊지 못하고 있었던 데다가 어머니의 반감에 감화되어 있던 루이 페르디낭은 결혼 초기 마리아 요제파를 의도적으로 멀리하여 안팎의 우려를 샀다.
그러나 마리아 요제파는 이러한 상황에 실망하지 않고 왕세자를 비롯한 왕족들의 마음을 열기 위해 꾸준히 노력하였고, 실제로도 독실한 신앙심과 엄격한 도덕적 기준 등 많은 점에서 루이 페르디낭과 비슷한 성격을 가져 결국 두 부부는 서로를 신뢰하며 좋은 결혼 생활을 유지할 수 있었다. 후사 문제도 성공적으로 해결되어 둘 사이에서 태어난 9남 4녀 중 3남 2녀가 살아 남았고, 이들 세 아들은 모두 후일 국왕이 되었다. 그러나 루이 페르디낭 본인은 1765년 36세에 퐁텐블로 궁전에서 결핵으로 사망하였다.

## 도덕관과 정치관

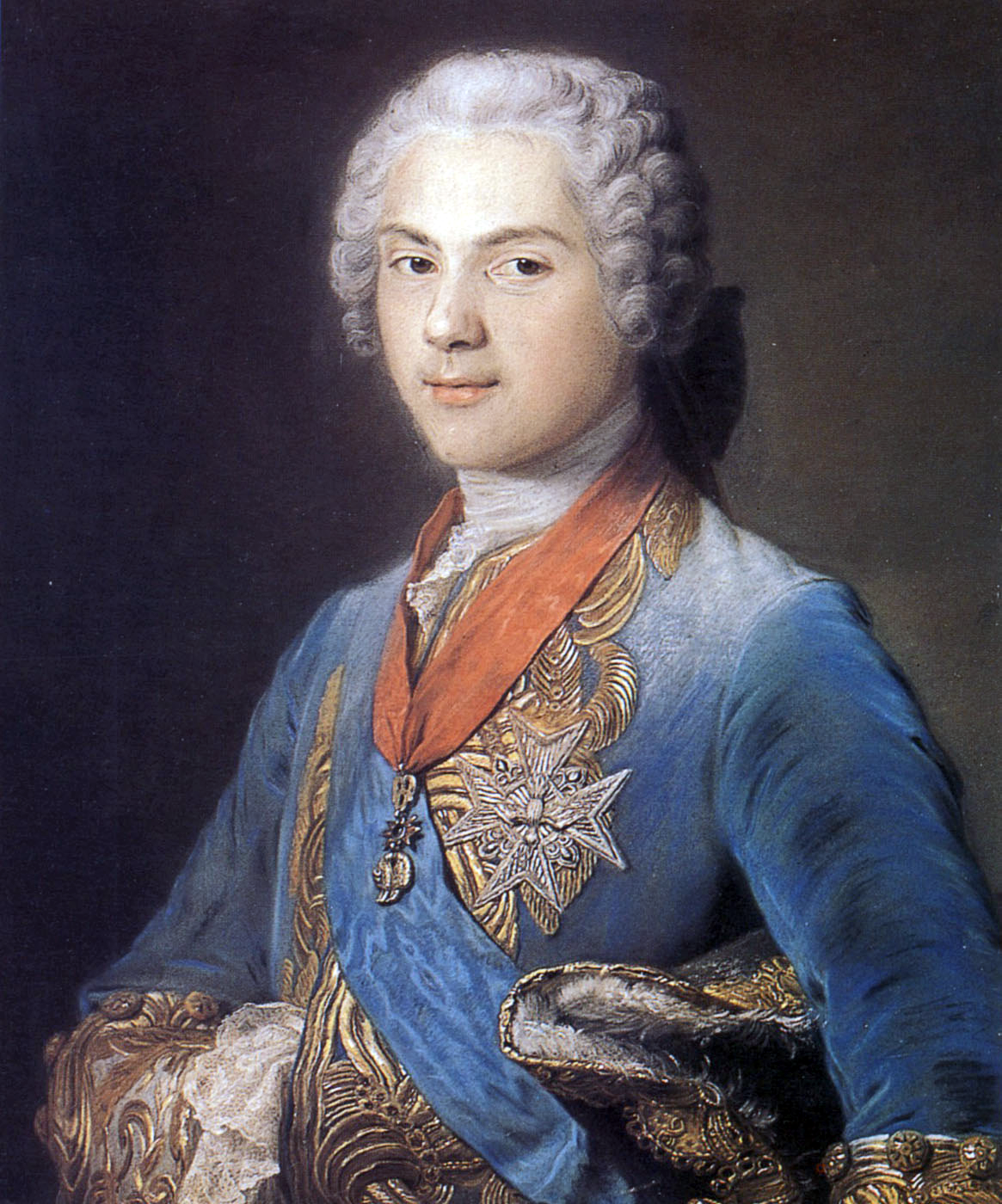
도팽 루이 페르디낭

기독교 신앙심이 투철하고 도덕적인 기준이 매우 높았던 루이 페르디낭은 프랑스 궁정의 타락성을 항상 개탄하였고, 그 중에서도 특히 난잡하기로 이름난 부왕의 사생활에 대해 강한 반감을 가졌다. 왕과 왕태자는 서로를 존중했지만 닮은 점이 거의 없었고, 더욱이 도덕적 문제에 있어서는 서로가 쌍벽을 이루고 있었던 탓에 부자의 관계는 항상 소원하였다. 대놓고 부왕을 비난할 수는 없었던 루이 페르디낭은 대신 아버지의 정부들에 대해 나쁜 감정을 갖고 있다는 점을 숨기지 않았다. 그 중에서도 특히 여타 정부들과 달리 루이 페르디낭과 거의 비슷한 시기를 살았던 마담 드 퐁파두르는 왕태자의 집중 포격 대상이었다. 루이 페르디낭은 누이들과 함께 노골적으로 마담 드 퐁파두르를 "더러운 창녀"라 부르며 그녀를 불쾌하게 여겼다.
이러한 왕태자와 왕의 정부 간의 대립은 마담 드 퐁파두르가 국정 운영에 본격적으로 참여하면서 더욱 심화되었다. 특히 친오스트리아 정책을 선호하였던 마담 드 퐁파두르의 성향은 전통적으로 오스트리아를 적국으로 여겼던 프랑스 귀족들의 강한 반발을 샀고, 이러한 반발의 중심에는 바로 루이 페르디낭과 그의 아내인 마리아 요제파가 자리하고 있었다.
마리아 요제파는 신성 로마 제국 황제인 요제프 1세의 맏외손녀로 오스트리아와 긴밀한 관계를 가지고 있었으나 요제프 1세의 뒤를 이어 황제가 된 그의 아우 카를 6세가 자신의 딸인 마리아 테레지아로 하여금 황위를 계승받을 수 있게 하기 위하여 발표한 국본조칙에서 형 요제프 1세의 두 딸들과 그 후손들의 황위 계승권을 박탈하면서 오스트리아 황실에 대해 강한 원망을 가지고 있었다. 이러한 도팽 내외의 반 오스트리아적인 정치관은 도팽의 미혼 누이 세 명을 비롯한 그들의 측근에게 강한 영향을 끼쳤고 이후 루이 16세의 왕비가 되는 마리아 테레지아의 딸 마리 앙투아네트의 평판과 인기에도 영향을 미치게 된다.

## 특성
그 때까지 프랑스 왕실에서 비만형 체형은 거의 찾아보기 어려운 것이었으나 모계로부터 그러한 체형을 물려받은 루이 페르디낭의 풍채는 통통하였고, 이 같은 형질은 그의 후손들에게도 고스란히 전해져 살아남은 3남 2녀 중 세 명의 자녀들인 루이 16세와 루이 18세, 마리아 클로틸데가 모두 심한 과체중으로 분류되게 되었다.

## 자녀
스페인의 마리아 테레사 라파엘라(1745년 결혼, 1746년 사별)
| 이름        | 생일            | 사망                 | 기타 |
| ----------- | --------------- | -------------------- | ---- |
| 마리 테레즈 | 1746년 7월 19일 | 1748년 4월 27일(1세) | 요절 |

작센 공녀 마리아 요제파(1747년 결혼)
| 사진 | 이름               | 생일             | 사망                  | 기타                                            |
| ---- | ------------------ | ---------------- | --------------------- | ----------------------------------------------- |
|      | 사산된 아들        | 1748년 1월 30일  | 1748년 1월 30일       | 요절                                            |
|      | 사산된 아들        | 1749년 5월 10일  | 1749년 5월 10일       | 요절.                                           |
|      | 마리 제피린        | 1750년 8월 26일  | 1755년 9월 1일(5세)   | 요절                                            |
|      | 부르고뉴 공작 루이 | 1751년 9월 13일  | 1761년 3월 22일(9세)  | 요절                                            |
|      | 사산된 딸          | 1752년 3월 9일   | 1752년 3월 9일        | 요절.                                           |
|      | 자비에             | 1753년 9월 8일   | 1754년 1월 22일       | 요절                                            |
|      | 루이 16세          | 1754년 8월 23일  | 1793년 1월 21일(38세) | 프랑스 국왕. 프랑스 혁명에서 처형. 슬하 2남 2녀 |
|      | 루이 18세          | 1755년 11월 17일 | 1824년 9월 16일(68세) | 프랑스 국왕, 자녀 없음.                         |
|      | 사산된 아들        | 1756년           | 1756년                | 요절                                            |
|      | 샤를 10세          | 1757년 10월 9일  | 1836년 11월 6일(79세) | 프랑스 국왕, 슬하 2남 1녀.                      |
|      | 마리아 클로틸데    | 1759년 9월 23일  | 1802년 3월 7일(42세)  | 사르데냐 왕국 카를로 에마누엘레 4세와 결혼.     |
|      | 사산된 아들        | 1762년           | 1762년                | 요절                                            |
|      | 엘리자베트         | 1764년 5월 3일   | 1794년 5월 10일(30세) | 미혼. 프랑스 혁명기에 처형.                     |

## 같이 보기
- 퐁파두르 백작 부인
- 뒤바리 백작 부인
- 마리 아델라이드 드 부르봉

## 참고 문헌
- Broglie, Emmanuel de. Le fils de Louis XV, Louis, dauphin de France, 1729-1765. Paris: E. Plon, 1877.
- Dechêne, Abel. Le dauphin, fils de Louis XV. Paris: Librairie du dauphin, 1931.
- Ducaud-Bourget, François. Louis, dauphin de France: le fils du Bien-Aimé. Paris: Conquistador, 1961.
- Hours, Bernard. La vertu et le secret: le dauphin, fils de Louis XV. Paris: Champion, 2006.
- Huertas, Monique de. Marie-Josèphe de Saxe: mère de nos trois derniers rois de France et de Madame Elizabeth. Paris: Pygmalion, 1995.
- Proyart, Liévin-Bonaventure. Vie du dauphin, père de Louis XVI. Lyon: Bruyset-Ponthus, 1788.
- Rozoir, Charles du. Le dauphin, fils de Louis XV et père de Louis XVI et de Louis XVIII. Paris: Eymery, 1815.
- Zieliński, Ryszard. Polka na francuskim tronie. Warszawa: Czytelnik, 1978.
- 엘리노어 허먼, 박아람 역. 왕의 정부. 생각의 나무. 2004